# Литке (дворянский род)
Литке (нем. von Lütke) — дворянский и графский роды.

## Происхождение и история рода
Выходцы из Германии, службою в России в XVIII в. приобрели дворянское достоинство.
- Иоганн Филипп Литке (?—1771/1772), магистр философии, занимавшийся физикой и теологией, человек разносторонних знаний, был приглашён в Россию в царствование Анны Иоанновны в качестве конректора академической гимназии в Санкт-Петербурге и ректора Петришуле. В 1740-е гг. он жил в Москве, где был избран пастором в немецкой общине, а также содержал школу[1].
  - Его сын, Пётр Иванович (1750—1808) — в конце жизни статский советник, член Коммерц-коллегии и инспектор петербургской и кронштадтской таможен — участвовал в первой русско-турецкой войне, а в 1775—1776 гг. сопровождал посольство князя Репнина в Константинополе[2].
    - Граф Литке, Фёдор Петрович (1797—1882) — русский мореплаватель, географ, исследователь Арктики, адмирал.
      - Граф Литке, Константин Фёдорович (1837—1892) — русский морской военачальник, путешественник, географ.
      - Граф Николай Фёдорович Литке (Николай Иоганн; 1839—1887) — действительный статский советник, камергер.
        -  Граф Литке, Константин Николаевич (1873—1915) — русский офицер, герой Первой мировой войны.

## Описание герба
Щит пересечён с малым щитком в середине. В верхней золотой части возникающий коронованный тремя императорскими коронами чёрный двуглавый орёл. Нижняя часть рассечена с золотою внизу оконечностью, в правой лазоревой половине семь золотых о шести лучах звёзд 2, 3, 2, во второй лазоревой же половине золотая армиллярная сфера, за которою два накрест положенные Андреевские серебряные флага. В золотой оконечности вертикально чёрный якорь с анкерштоком и кольцом. В малом золотом щитке чёрный журавль с червлёными глазами, клювом и лапами, держит в правой лапе чёрный камень.
Щит увенчан графской короной и тремя коронованными шлемами. Нашлемники: первый — возникающий императорский орёл, имеющий на груди золотой, украшенный цепью ордена Св. Андрея Первозванного щит с червлёным коронованным вензелевым изображением имени Государя Императора Александра II; второй — чёрный журавль с червлёными глазами, клювом и лапами, держит в правой лапе чёрный камень; третий — два орлиных крыла. Правое крыло лазоревое с золотой армиллярной сферой, за которою накрест положенные два серебряных Андреевских флага, сфера сопровождается семью шестиконечными звёздами: три вверху, четыре внизу. Левое крыло золотое с вертикально поставленным чёрным якорем с анкерштоком на нём. Наметы средний и правый чёрные с золотом; левый — лазоревый с золотом. Щитодержатели: два моряка в форме XVI века в латах и шлемах, каждый держит по белому флагу с лазоревым Андреевским крестом. Девиз: «VIGILANS SERVIT» чёрными буквами на золотой ленте. Герб графа Литке внесён в Часть 12 Общего гербовника дворянских родов Всероссийской империи, стр. 27.